# Hans Falkenhagen
Hans Falkenhagen (13. května 1895, Wernigerode – 26. června 1971, Rostock) byl německý fyzik zabývající se výzkumem elektrolytů a profesor na universitě v Rostocku.
Hans Falkenhagen objevil neutron přibližně ve stejnou dobu jako James Chadwick, neodvážil se ale svoje výsledky výzkumu uveřejnit. Když se Chadwick dozvěděl o Falkenhagenovu objevu, nabídl mu, že se o Nobelovu cenu podělí. Falkenhagen ale skromně odmítl.
V roce 1949 se stal řádným profesorem katedry pro teoretickou fyziku na universitě v Rostocku.

## Dílo
- Kohäsion und Zustandsgleichung von Dipolgasen, Dissertation, Göttingen 1920
- Paschen-Back-Effekt des H-Atoms, Habilitationsschrift, Köln 1924
- P. Debye und H. Falkenhagen: Dispersion der Leitfähigkeit starker Elektrolyte. In: Zeitschr. f. Elektrochem. 24, 1928, S. 562ff
- Zur Theorie der Gesamtkurve des Wien-Effekts. In: Phys. Zeitschr. 30, 1929, S. 163ff
- Das Wurzelgesetz der inneren Reibung starker Elektrolyte. In: Z. phys. Chem (Leipzig) B6, 1929, S. 159ff
- Elektrolyte. Hirzel, Leipzig 1932
- Die Naturwissenschaft in Lebensbildern großer Forscher. Hirzel, Stuttgart 1948
- Theorie der Elektrolyte. Hirzel, Stuttgart 1971